# San Juan Chamelco
San Juan Chamelco (del choltí chamil, y el locativo náhuatl co, que se traduce como «lugar de la muerte» es un municipio del departamento de Alta Verapaz de la República de Guatemala.
De este municipio son originarios el expresidente general Fernando Romeo Lucas García y su hermano, el también general Benedicto Lucas García, quienes estuvieron al frente del gobierno del país entre 1978 y 1982, período crítico de la Guerra Civil de Guatemala.

## Historia

### Época de contacto:
En tiempos coloniales, existió una persona muy importante para los Q'eqchi'; se trata del ajpop Matactani O'Batz, (posteriormente bautizado como Juan Matalbatz) y la hospitalidad que le dio a los castellanos. Consta en este personaje q'eqchi' como el único de la época colonial, que visitará y se identificará como Rey (luego gobernador) ante el rey de España.
Primero, Bartolomé de Las Casas, con los frailes Pedro de Angulo y Rodrigo de Ladrada, buscan y envían a 4 indígenas comerciantes con coplas cristianas donde se explicaban cuestiones básicas del Evangelio traducidas en k'iche' que llegan hasta Sacapulas, y el "cacique local" (en realidad el co-rey Tepepul 8 Kawoq de la confederación k'iche' refugiado en Sacapulas) demuestra gran interés y quiere conocer más, por lo que se convierte al cristianismo, se bautiza con el nombre de Juan y divulga la nueva fe a sus anfitriones, los señores de Sacapulas. Luego, en diciembre de 1537, Las Casas y fray Pedro de Angulo deciden viajar a Sacapulas, porque se habían enterado de que el hermano de este don Juan/Tepepul 8 Kawoq contraería matrimonio con una hija del ajpop Matactani O'Batz (cacique de Chamelco, el posterior Juan Matalbatz), puesto que sería una excelente oportunidad para los dominicos de entrar en contacto con los señores de la "Tierra de Guerra" (que consistía en las regiones de "Tezulutlán" -Cobán y Franja Transversal-, Tecolotlán -Franja del río Polochic- y Tequicistlán -Baja Verapaz-).
En tiempos de contacto español, el territorio de los linajes y chinamitales que formaban el pueblo colonial de Chamelco era más amplio y llegó hasta lo que hoy son los municipios de Lanquín y Senahú. Según el título Testamento Xalija Chaj Pixol, las tierras de don Juan Matac B'atz llegaron hasta Lanquín. Chamelco no tenía territorio en las Tierras Bajas, donde estaban los mayas de habla ch'ol, es decir, en tiempos de la llegada de los españoles, era el pueblo más q'eqchi' de toda Alta Verapaz. Un documento apropiado para definir la situación política de Chamelco en la época de contacto, es el Manuscrito de Chamelco (1546-1556), el cual se refiere a los primeros pasos de la evangelización y del viaje a España de los caciques cristianizados. Según el texto, los dominicos llegaron primero con el cacique Caal de Saqk'im, a quien bautizaron con el nombre cristiano de don Juan Rafael Ramírez Caal, así como a su familia y a los "cinco mancebos" de Ma' Kuch: Ajkaw, Ajb'otzok, Ajq'anipep, Ajtox y Ajik.

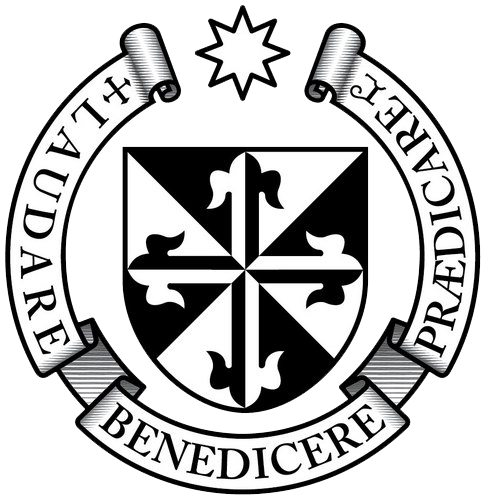
Escudo de la Orden de Predicadores.

### Época Colonial:
La Corona española se enfocó en la catequización de los indígenas; las congregaciones fundadas por los misioneros reales en el Nuevo Mundo fueron llamadas «doctrinas de indios» o simplemente «doctrinas». Originalmente, los frailes tenían únicamente una misión temporal: enseñarle la fe católica a los indígenas, para luego dar paso a parroquias seculares como las establecidas en España; con este fin, los frailes debían haber enseñado los evangelios y el idioma español a los nativos. Ya cuando los indígenas estuvieran catequizados y hablaran español, podrían empezar a vivir en parroquias y a contribuir con el diezmo, como hacían los peninsulares.
Pero este plan nunca se llevó a cabo, principalmente porque la corona perdió el control de las órdenes regulares tan pronto como los miembros de éstas se embarcaron para América. Por otra parte, protegidos por sus privilegios apostólicos para ayudar a la conversión de los indígenas, los misionares solamente atendieron a la autoridad de sus priores y provinciales, y no a la de las autoridades españolas ni a las de los obispos. Los provinciales de las órdenes, a su vez, únicamente rendían cuentas a los líderes de su orden y no a la corona; una vez habían establecido una doctrina, protegían sus intereses en ella, incluso en contra de los intereses del rey y de esta forma las doctrinas pasaron a ser pueblos de indios que se quedaron establecidos para todo el resto de la colonia.
Las doctrinas fueron fundadas a discreción de los frailes, ya que tenían libertad completa para establecer comunidades para catequizar a los indígenas, con la esperanza de que estas pasaran con el tiempo a la jurisdicción de una parroquia secular a la que se le pagaría el diezmo; en realidad, lo que ocurrió fue que las doctrinas crecieron sin control y nunca pasaron al control de parroquias. La administración colectiva por parte del grupo de frailes eran la característica más importante de las doctrinas ya que garantizaba la continuación del sistema de la comunidad en caso falleciese uno de los dirigentes.
En 1638, los dominicos separaron a sus grandes doctrinas —que les representaban considerables ingresos económicos— en grupos centrados en sus seis conventos: Los conventos estaban en: la ciudad de Santiago de los Caballeros de Guatemala, Amatitlán, Verapaz, Sonsonate, San Salvador y Sacapulas. Específicamente en la Verapaz, la doctrina abarcaba los poblados de Cahabón, Cobán, San Juan Chamelco, San Cristóbal y Tactic.

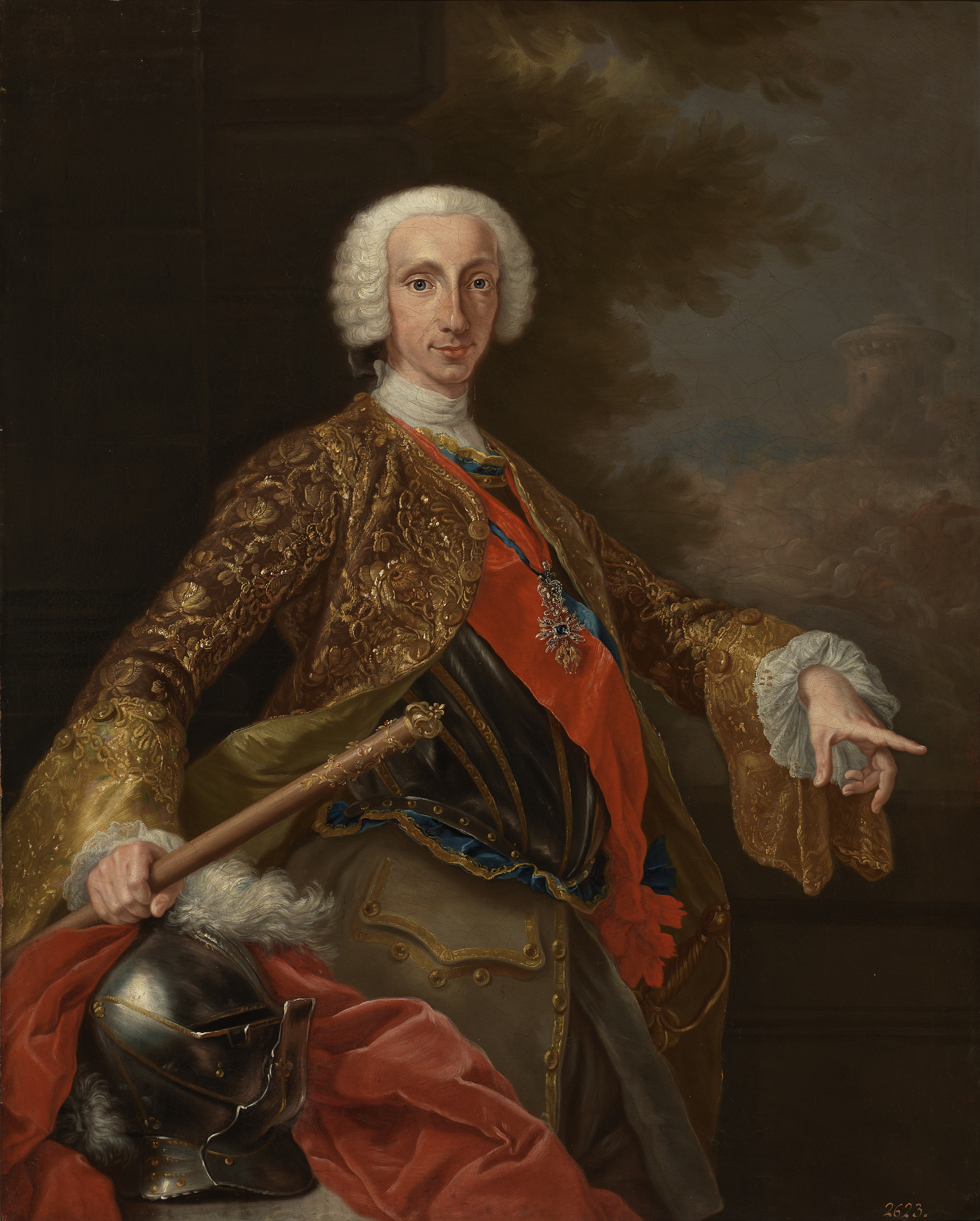
Rey Carlos III de España, promotor de las reformas borbónicas.

En 1754, en virtud de una Real Cédula parte de las Reformas Borbónicas, todos los curatos de las órdenes regulares fueron traspasados al clero secular. En 1765 se publicaron las reformas borbónicas de la Corona española, que pretendían recuperar el poder real sobre las colonias y aumentar la recaudación fiscal. Con estas reformas se crearon los estancos para controlar la producción de las bebidas embriagantes, el tabaco, la pólvora, los naipes y el patio de gallos. La real hacienda subastaba el estanco anualmente y un particular lo compraba, convirtiéndose así en el dueño del monopolio de cierto producto. Ese mismo año se crearon cuatro subdelegaciones de la Real Hacienda en San Salvador, Ciudad Real, Comayagua y León y la estructura político administrativa de la Capitanía General de Guatemala cambió a quince provincias:
Además de esta redistribución administrativa, la Corona española estableció una política tendiente a disminuir el poder de la Iglesia católica, el cual hasta ese momento era prácticamente absoluto sobre los vasallos españoles. Esta política de disminución de poder de la iglesia se basaba en la Ilustración

### Tras la Independencia de Centroamérica
La Asamblea Legislativa del Estado de Guatemala de 1825 estableció los circuitos para la administración de justicia en el territorio del Estado y colocó al poblado de Chamelco como parte del Circuito Cobán en el Distrito N.º 5 (Verapaz) junto con el mismo Cobán, Carchá, Santa Cruz, San Cristóbal, San Joaquín, Santa Ana, Tamajú, Tucurú, Chamiquín y Purulá.

### Franja Transversal del Norte
El primer proyecto colonizador en la Franja Transversal del Norte (FTN) fue el de Sebol-Chinajá, en Alta Verapaz. Sebol, en ese entonces, era considerado como un punto estratégico y vía fluvial a través del río Cancuén, que comunicaba con Petén hasta el río Usumacinta en la frontera con México y la única carretera que existía era la de terrecería que construyó el presidente Lázaro Chacón en 1928.  En 1958, durante el gobierno del general Miguel Ydígoras Fuentes el Banco Interamericano de Desarrollo (BID) financió proyectos de infraestructura en Sebol.  En 1960, el entonces capitán del Ejército de Guatemala Fernando Romeo Lucas García heredó las fincas Saquixquib y Punta de Boloncó al nororiente de Sebol, Alta Verapaz, con una extensión de 15 caballerías cada una. En 1963 compró la finca «San Fernando» El Palmar de Sejux con una extensión de 8 caballerías, y finalmente compró la finca «Sepur», cercana a «San Fernando», con una extensión de 18 caballerías.  Durante estos años fue diputado en el congreso de Guatemala y cabildeó para impulsar la inversión en esa zona del país.
En 1962, la DGAA se convirtió en el Instituto Nacional de Transformación Agraria (INTA), por el decreto 1551 que creó la ley de Transformación Agraria. En 1964, el INTA definió la geografía de la FTN como la parte norte de los departamentos de Huehuetenango, Quiché, Alta Verapaz e Izabal y ese mismo año sacerdotes de la orden Maryknoll y de la Orden del Sagrado Corazón iniciaron el primer proceso de colonización, junto con el INTA, llevando a pobladores de Huehuetenango al sector de Ixcán en Quiché.
La Franja Transversal del Norte fue creada oficialmente durante el gobierno del general Carlos Arana Osorio en 1970, mediante el Decreto 60-70 en el Congreso de la República, para el establecimiento de desarrollo agrario.

## Geografía física

### Clima
La cabecera municipal de San Juan Chamelco tiene clima templado (Clasificación de Köppen: Cfb).
| Parámetros climáticos promedio de San Juan Chamelco | Parámetros climáticos promedio de San Juan Chamelco | Parámetros climáticos promedio de San Juan Chamelco | Parámetros climáticos promedio de San Juan Chamelco | Parámetros climáticos promedio de San Juan Chamelco | Parámetros climáticos promedio de San Juan Chamelco | Parámetros climáticos promedio de San Juan Chamelco | Parámetros climáticos promedio de San Juan Chamelco | Parámetros climáticos promedio de San Juan Chamelco | Parámetros climáticos promedio de San Juan Chamelco | Parámetros climáticos promedio de San Juan Chamelco | Parámetros climáticos promedio de San Juan Chamelco | Parámetros climáticos promedio de San Juan Chamelco | Parámetros climáticos promedio de San Juan Chamelco |
| Mes                                                 | Ene.                                                | Feb.                                                | Mar.                                                | Abr.                                                | May.                                                | Jun.                                                | Jul.                                                | Ago.                                                | Sep.                                                | Oct.                                                | Nov.                                                | Dic.                                                | Anual                                               |
| --------------------------------------------------- | --------------------------------------------------- | --------------------------------------------------- | --------------------------------------------------- | --------------------------------------------------- | --------------------------------------------------- | --------------------------------------------------- | --------------------------------------------------- | --------------------------------------------------- | --------------------------------------------------- | --------------------------------------------------- | --------------------------------------------------- | --------------------------------------------------- | --------------------------------------------------- |
| Temp. máx. media (°C)                               | 20.8                                                | 22.4                                                | 23.8                                                | 24.4                                                | 24.6                                                | 23.9                                                | 23.1                                                | 23.6                                                | 23.6                                                | 22.7                                                | 21.7                                                | 21.2                                                | 23                                                  |
| Temp. media (°C)                                    | 15.5                                                | 16.6                                                | 17.8                                                | 18.8                                                | 19.6                                                | 19.7                                                | 19.1                                                | 19.2                                                | 19.2                                                | 18.4                                                | 17.2                                                | 16.4                                                | 18.1                                                |
| Temp. mín. media (°C)                               | 10.3                                                | 10.9                                                | 11.9                                                | 13.3                                                | 14.6                                                | 15.5                                                | 15.2                                                | 14.9                                                | 14.9                                                | 14.1                                                | 12.8                                                | 11.6                                                | 13.3                                                |
| Precipitación total (mm)                            | 105                                                 | 72                                                  | 91                                                  | 83                                                  | 158                                                 | 286                                                 | 254                                                 | 240                                                 | 300                                                 | 283                                                 | 193                                                 | 116                                                 | 2181                                                |
| Fuente: Climate-Data.org                            |                                                     |                                                     |                                                     |                                                     |                                                     |                                                     |                                                     |                                                     |                                                     |                                                     |                                                     |                                                     |                                                     |

### Ubicación geográfica
San Juan Chamelco está situado en el departamento de Alta Verapaz, a solamente 8 km de la cabecera departamental. Al llegar se nota su majestuosa ceiba que está situada en le parque de la Iglesia central, esta iglesia es muy antigua. A un costado de la iglesia se encuentra la municipalidad y el mercado.  El municipio está rodeado por otros municipios del departamento de Alta Verapaz:.
- Norte y noreste: San Pedro Carchá
- Sur: Cobán, Tamahú y Tucurú
- Este: Senahú
- Oeste y suroeste: Cobán[25]

|                 | Norte: San Pedro Carchá     | Nordeste: San Pedro Carchá |
| Oeste: Cobán    |                             | Este: Senahú               |
| Suroeste: Cobán | Sur: Cobán, Tamahú y Tucurú |                            |

## Gobierno municipal
Los municipios se encuentran regulados en diversas leyes de la República, que establecen su forma de organización, lo relativo a la conformación de sus órganos administrativos y los tributos destinados para los mismos.  Aunque se trata de entidades autónomas, se encuentran sujetas a la legislación nacional. Las principales leyes que rigen a los municipios en Guatemala desde 1985 son:
| N.º | Ley                                                | Descripción |
| --- | -------------------------------------------------- | --- |
| 1   | Constitución Política de la República de Guatemala | Tiene una regulación legal específica para los municipios en los artículos 253 al 262. |
| 2   | Ley Electoral y de Partidos Políticos              | Ley de carácter constitucional aplicable a los municipios en el tema de la conformación de sus autoridades electas. |
| 3   | Código Municipal                                   | Decreto 12-2002 del Congreso de la República de Guatemala. Tiene la categoría de ley ordinaria y contiene preceptos generales aplicables a todos los municipios, e inclusive contiene legislación referente a la creación de los municipios.             |
| 4   | Ley de Servicio Municipal                          | Decreto 1-87 del Congreso de la República de Guatemala. Regula las relaciones entra la municipalidad y los servidores públicos en materia laboral. Tiene su base constitucional en el artículo 262 de la constitución que ordena la emisión de la misma. |
| 5   | Ley General de Descentralización                   | Decreto 14-2002 del Congreso de la República de Guatemala. Regula el deber constitucional del Estado, y por ende del municipio, de promover y aplicar la descentralización y desconcentración económica y administrativa.                                |

El gobierno de los municipios de Guatemala está a cargo de un Concejo Municipal mientras que el código municipal —que tiene carácter de ley ordinaria y contiene disposiciones que se aplican a todos los municipios de Guatemala— establece que «el concejo municipal es el órgano colegiado superior de deliberación y de decisión de los asuntos municipales […] y tiene su sede en la circunscripción de la cabecera municipal». Por último, el artículo 33 del mencionado código establece que «[le] corresponde con exclusividad al concejo municipal el ejercicio del gobierno del municipio».
El concejo municipal se integra con el alcalde, los síndicos y concejales, electos directamente por sufragio universal y secreto para un período de cuatro años, pudiendo ser reelectos.
Existen también las Alcaldías Auxiliares, los Comités Comunitarios de Desarrollo (COCODE), el Comité Municipal del Desarrollo (COMUDE), las asociaciones culturales y las comisiones de trabajo. Los alcaldes auxiliares son elegidos por las comunidades de acuerdo a sus principios, valores, procedimientos y tradiciones, estos se reúnen con el alcalde municipal el primer domingo de cada mes. Los Comités Comunitarios de Desarrollo y el Consejo Municipal de Desarrollo tiene como función organizar y facilitar la participación de las comunidades priorizando necesidades y problemas.

## Ciudadanos notables
- Fernando Romeo Lucas García: presidente de Guatemala de 1978 a 1982.
- Oscar Valentín Leal Caal: alcalde municipal San Juan Chamelco de 1998 a 2002

## Tradiciones
Su santo patrono es San Juan Bautista. También se celebra el Oktoberfest, esta tradición fue traída por los alemanes.